# Ловчеви записи
Ловчеви записи је збирка приповедака руског писца Ивана Сергејевича Тургењева (1852, канонско издање 1880). Без строге наративне везе, приповетке су повезане јединственим казивачем-ловцем, општим тоном и тематиком сеоског амбијента. Претежно место имају ликови сељака, сликани без идеализације, груби и примитивни, али блиски природи, везани за своју средину и своје виђење света. Посебно место припада пејзажу, било да је чист опис или подређен човеку, те се, не без разлога, помиње да је природа основни предмет ових приповедака.